# Argyle (Maine)
Argyle es un territorio no organizado ubicado en el condado de Penobscot en el estado estadounidense de Maine. En el Censo de 2010 tenía una población de 277 habitantes y una densidad poblacional de 4,02 personas por km².

## Geografía
Argyle se encuentra ubicado en las coordenadas 45°4′24″N 68°41′39″O / 45.07333, -68.69417. Según la Oficina del Censo de los Estados Unidos, Argyle tiene una superficie total de 68.99 km², de la cual 68.99 km² corresponden a tierra firme y (0%) 0 km² es agua.

## Demografía
Según el censo de 2010, había 277 personas residiendo en Argyle. La densidad de población era de 4,02 hab./km². De los 277 habitantes, Argyle estaba compuesto por el 93.5% blancos, el 0% eran afroamericanos, el 3.97% eran amerindios, el 0.36% eran asiáticos, el 0% eran isleños del Pacífico, el 0% eran de otras razas y el 2.17% pertenecían a dos o más razas. Del total de la población el 0% eran hispanos o latinos de cualquier raza.